# うるま市具志川野球場
うるま市具志川野球場（うるまし ぐしかわやきゅうじょう）は、沖縄県うるま市具志川（旧具志川市）にある野球場。

## 概要
日本プロ野球（NPB）のキャンプとしては、中日ドラゴンズが1990年代の一時期、主にバッテリーや二軍選手が中心となって合宿を張っていたが、中日の撤退後は、主にKBOリーグ（韓国プロ野球）のLGツインズ、SKワイバーンズ、斗山ベアーズや、韓国代表（2017 ワールド・ベースボール・クラシックの事前合宿）などに使用されていた。
2021年と2022年は東北楽天ゴールデンイーグルスの2軍が、2023年から阪神タイガースの2軍が当球場で合宿を張ることになった。タイガースの2軍キャンプを行うにあたって、駐車場の一部をブルペン（4人分）に改修。2023年度は暫定的にテントを設営するが、今後は常設の屋根を敷設するほか、阪神甲子園球場と同じようなサイズで、外野の芝生を3m後ろにずらし、内野の土のグラウンドも広げるなどの改修を行った。

## 施設
- 所在地:うるま市字具志川3500
- 収容人員:約4300人（バックネット裏:座席、内外野席:芝生席）
- 駐車場台数:195台
- 野球（硬式・軟式）、ソフトボール使用可能
- グラウンド:両翼94m、中堅120m（外野：芝生、内野：土）
- ナイター用照明塔、スコアボード（中堅 得点表示と打順ランプのみ）あり
- 周辺：うるま市具志川ドーム（人工芝多目的グラウンド）、多種目球技場、総合グラウンド陸上競技場、総合体育館

## アクセス
バス
- 沖縄バス・琉球バスの27番（屋慶名線）「具志川」バス停で下車、徒歩15分

車
- 北ICから与那城向けへ15分